# UFC on ESPN: Tybura vs. Spivac 2
 UFC on ESPN: Tybura vs. Spivac 2  (conosciuto anche come  UFC on ESPN 61, oppure  UFC Vegas 95)  è stato un evento di arti marziali miste tenuto dalla Ultimate Fighting Championship il 10 agosto 2024 all'UFC Apex di Las Vegas, negli Stati Uniti.

## Risultati
|                  | Divisione                |                   |                 |                       | Metodo                                      | Round           | Tempo           | Premio          |
| Card Principale  | Card Principale          | Card Principale   | Card Principale | Card Principale       | Card Principale                             | Card Principale | Card Principale | Card Principale |
| ---------------- | ------------------------ | ----------------- | --------------- | --------------------- | ------------------------------------------- | --------------- | --------------- | --------------- |
|                  | Pesi massimi             | Serghei Spivac    | batte           | Marcin Tybura         | Sottomissione (armbar)                      | 1               | 1:44            | POTN            |
|                  | Catchweight (149.5 lbs)  | Chepe Mariscal    | batte           | Damon Jackson         | Decisione unanime (30–25, 30–25, 30–26)     | 3               | 5:00            |                 |
|                  | Catchweight (171.25 lbs) | Danny Barlow      | batte           | Nikolay Veretennikov  | Decisione non unanime (29–28, 27–30, 29–28) | 3               | 5:00            |                 |
|                  | Pesi gallo               | Chris Gutiérrez   | batte           | Quang Le              | Decisione unanime (29–28, 29–28, 29–28)     | 3               | 5:00            |                 |
|                  | Catchweight (141 lbs)    | Yana Santos       | batte           | Chelsea Chandler      | Decisione unanime (30–27, 29–28, 29–28)     | 3               | 5:00            |                 |
|                  | Pesi gallo               | Toshiomi Kazama   | batte           | Charalampos Grigoriou | Sottomissione (triangle choke)              | 2               | 1:55            | POTN            |
| Card Preliminare |                          |                   |                 |                       |                                             |                 |                 |                 |
|                  | Pesi gallo femminili     | Karol Rosa        | batte           | Pannie Kianzad        | Decisione unanime (30–27, 30–27, 30–27)     | 3               | 5:00            |                 |
|                  | Pesi massimi             | Jhonata Diniz     | batte           | Karl Williams         | Decisione unanime (30–27, 29–28, 29–28)     | 3               | 5:00            |                 |
|                  | Pesi piuma               | Youssef Zalal     | batte           | Jarno Errens          | Sottomissione (rear-naked choke)            | 1               | 3:52            | POTN            |
|                  | Pesi paglia femminili    | Stephanie Luciano | batte           | Talita Alencar        | Decisione unanime (30–27, 30–27, 30–27)     | 3               | 5:00            |                 |

## Premi
I lottatori premiati ricevettero un bonus di 50.000 dollari.
Legenda:
- FOTN: Fight of the Night (vengono premiati entrambi gli atleti per il miglior incontro dell'evento)
- POTN: Performance of the Night (viene premiato il vincitore per la migliore performance dell'evento)